# Nikola Miličić
Nikola Miličić (in serbo Никола Миличић?; Kraljevo, 4 luglio 2004) è un calciatore serbo, difensore del Burgos.

## Caratteristiche tecniche
Gioca come difensore centrale.

## Carriera

### Club
Miličić è cresciuto nel settore giovanile del Kiker, che ha lasciato nel 2021 per unirsi al Radnički Kragujevac. Ha debuttato in prima squadra il 17 settembre 2022 nell'incontro di Superliga vinto 1-0 contro il Mladost Lučani.
Il 16 gennaio 2024 è stato acquistato dal Partizan, dove trascorre mezza stagione senza mai scendere in campo in incontri ufficiali. Nell'estate del 2024 viene ceduto in prestito al Napredak Kruševac, altro club della prima divisione serba.

### Nazionale
Ha giocato nelle nazionali giovanili serbe Under-18 ed Under-19.

## Statistiche

### Presenze e reti nei club
Statistiche aggiornate al 30 aprile 2024.
| Stagione        | Squadra             | Campionato      | Campionato | Campionato | Coppe nazionali | Coppe nazionali | Coppe nazionali | Coppe continentali | Coppe continentali | Coppe continentali | Altre coppe | Altre coppe | Altre coppe | Totale | Totale | Totale |
| Stagione        | Squadra             | Comp            | Pres       | Reti       | Comp            | Pres            | Reti            | Comp               | Pres               | Reti               | Comp        | Pres        | Reti        | Pres   | Reti   |        |
| --------------- | ------------------- | --------------- | ---------- | ---------- | --------------- | --------------- | --------------- | ------------------ | ------------------ | ------------------ | ----------- | ----------- | ----------- | ------ | ------ | ------ |
| 2022-2023       | Radnički Kragujevac | SL              | 27         | 0          | CS              | 1               | 0               |                    | -                  | -                  |             | -           | -           | 28     | 0      |        |
| 2023-gen. 2024  | Radnički Kragujevac | SL              | 5          | 0          | CS              | 0               | 0               |                    | -                  | -                  |             | -           | -           | 5      | 0      |        |
| gen.-giu. 2024  | Partizan            | SL              | 0          | 0          | CS              | 0               | 0               |                    | -                  | -                  |             | -           | -           | 0      | 0      |        |
| Totale carriera | Totale carriera     | Totale carriera | 32         | 0          |                 | 1               | 0               |                    | -                  | -                  |             | -           | -           | 33     | 0      |        |